# Taharvalijasz hettita király
Taharvalijasz nagyon bizonytalan személye a hettita történelemnek. Csak a névazonosság miatt feltételezik, hogy azonos lehet Ammunasz testvérének, Curusznak fiával. Csak a pecséttan stilláris elemző módszerével lehet a Telepinuszt követő zavaros időszakra datálni. Elképzelhető, hogy Alluvamnasz utána uralkodott, vagy II. Hantilisz megelőzte őt. A feliratok alapján uralkodói jogcíme I. Cidantasz ismeretlen nevű leányához kötődik, ezért egyáltalán nem bizonyos az Ammunaszhoz fűződő rokoni kapcsolata. A két adat kizárja egymást, ha Curusz fia volt, nem valószínű, hogy nagynénjét vette volna feleségül.
Ismert egy szerződése, amelyet Kizzuvatna egyik uralkodójával, Ehejával kötött (CTH#29, Eheja-szerződés). Ez a szerződés nagyon hasonlít II. Hantilisz és Paddatisszu szerződésére, melyet szintén Hatti és Kizzuvatna között kötöttek.

## Külső hivatkozások
- Hittites.info

| Előző uralkodó: Alluvamnasz | hettita király i. e. 15-14. század | Következő uralkodó: II. Hantilisz |